# Holotrichia unguicularis
Holotrichia unguicularis är en skalbaggsart som beskrevs av Moser 1912. Holotrichia unguicularis ingår i släktet Holotrichia och familjen Melolonthidae. Inga underarter finns listade i Catalogue of Life.